# Sankt Anton am Arlberg
Sankt Anton am Arlberg är en ort och kommun i förbundslandet Tyrolen i Österrike. Kommunen har 2 366 invånare (2024), på en yta av 165,81 km². Det är en skidort i Alperna.
Hela skidområdet Arlberg har cirka 70 liftar och 120 nedfarter, och har över 30 byrestauranger. Skidområdet har ett sammanlänkat liftsystem, men har även tillgång av skidbussar.
Byn Sankt Anton är utgångspunkten för skidområdet, medan boendet är utspritt längs dalgången och byarna Sankt Christoph och Stuben i väster till Pettneu, Schnann och Flirsch i öster. Samhället ligger 1 304 meter över havet. År 1988 raserade en lavin delar av samhället.
I närheten finns även byarna Zürs och Lech, som hör till samma skidområde. Skidrouten der weisse Ring ("den vita ringen") förbinder byarna med varandra. Den högsta toppen i skidområdet är Valluga, 2 811 m ö.h., som nås med kabinbana. Att skida från högsta toppen görs endast i sällskap av en guide.
Sankt Anton ligger vid ena sidan av Arlbergpasset, en gammal bergsled mellan Österrike och Schweiz. Detta pass ligger mellan Donaus och Rhens respektive flodbäcken. Under passet byggdes åren 1880–1884 en 10,2 kilometer lång järnvägstunnel, som förband Sankt Anton i öster med Langen på andra sidan (i Vorarlberg). 1979 kopplades orterna samman även med en 14 kilometer lång vägtunnel.

## Indelning
Kommunen består av två orter (Ortschaften) (inom parentes invånarantal 1 januari 2024):
- Sankt Anton am Arlberg (1 733)
- Sankt Jakob am Arlberg (633)